# Евтим Миладинов
Евтим Миладинов е български просветен деец и революционер, деец на Вътрешната македоно-одринска революционна организация.

## Биография
Роден е в град Щип, тогава в Османската империя. Става учител и преподава в различни места в Македония и Одринска Тракия. Преди 1903 година е член на Малкотърновския околийски комитет на ВМОРО.
В 1906/1907 година е учител в Скопското петокласно девическо училище. След края на учебната година Екзархията е принудена от османските власти да го уволни заради подозрения в революционна дейност.
В 1913 година Миладинов е главен учител в Битоля. Въпреки заплахата от разстрел, ако не се обяви за сърбин, Миладинов остава верен на българщината и заедно с още десетки други учители и свещеници в Битоля е арестуван и на 26 юли 1913 година екстерниран в България.